# ديفيد راي غريفن
ديفيد راي غريفن (بالإنجليزية: David Ray Griffin)‏ هو فيلسوف أمريكي من مواليد 8 آب/أغسطس 1939، وهو متخصص في فلسفة الدين والإلهيات، كما أنه كاتب سياسي. أسس غريفن مع جون كوب John B. Cobb مركز دراسات العمليات سنة 1973، وهو مركز مهتم بتكريس مفهوم الأفكار العملياتية Process theology من أجل خدمة الصالح العام.
نشر غريفن العديد من الكتب حول هجمات الحادي عشر من سبتمبر، أبرزها بيرل هاربور الجديدة: الأسئلة المقلقة حول إدارة بوش و 11 من سبتمبر، حيث يؤمن غريفن بوجود نظرية مؤامرة بهذا الصدد من الحكومة الأمريكية.

## اقرأ أيضاً
- نظريات مؤامرة 11 سبتمبر
- بيرل هاربور الجديدة

## روابط خارجية
- ديفيد راي غريفن على موقع IMDb (الإنجليزية)